# Dominguinhos do Estácio
Domingos da Costa Ferreira (Rio de Janeiro, 4 de agosto de 1941 – Niterói, 30 de maio de 2021) mais conhecido como Dominguinhos do Estácio, foi um compositor e intérprete de samba-enredo carioca.

## Biografia
Dominguinhos do Estácio começou sua trajetória no carnaval na então Unidos de São Carlos, no final da década de 1960, quando era compositor e cantor.
Em 1978, foi intérprete oficial do Acadêmicos de Santa Cruz. No ano seguinte, Dominguinhos foi convidado para ser a voz oficial da Imperatriz Leopoldinense, sendo de sua autoria (juntamente com Darcy do Nascimento) o samba-enredo ("O que é que a Bahia tem?") que levou a agremiação de Ramos ao seu primeiro título no hoje denominado Grupo Especial, em 1980. No ano seguinte, participou de mais uma conquista da escola com o enredo "O teu cabelo não nega (Só dá Lalá)", em homenagem ao universo criativo de Lamartine Babo. Após 1983, o cantor retornou à Unidos de São Carlos, quando esta mudou de nome para Estácio de Sá, permanecendo por lá até 1988, quando retornou à Imperatriz Leopoldinense.
Em 1989, participou de mais uma conquista da Imperatriz, interpretando na avenida o célebre samba "Liberdade, Liberdade, Abra as Asas Sobre Nós".
Em 1990, foi a voz oficial da escola Acadêmicos do Grande Rio, ajudando-a a ser promovida pela primeira vez ao Grupo Especial. Em seguida, Dominguinhos retornou ao "Berço do Samba", ajudando a conquistar seu único título na elite do samba, em 1992, com o enredo "Pauliceia Desvairada".
Em 1995, Dominguinhos ainda como intérprete da Estácio de Sá, participou da disputa de samba-enredo da Imperatriz Leopoldinense para o ano seguinte, saindo-se vencedor. O então presidente da Estácio, Acyr Pereira Alves, não concordou com isso, e por esta divergência Dominguinhos deixou a escola, retornando à Imperatriz, como apoio.[carece de fontes?]
No carnaval de 1997, foi convidado a ser a voz oficial da Unidos do Viradouro, onde na estreia foi o intérprete e um dos compositores do samba-enredo "Trevas! Luz! A Explosão do Universo", que deu à Escola niteroiense o seu primeiro título no Grupo Especial. Na Viradouro, Dominguinhos esteve por 11 anos. E em 2009, foi intérprete oficial da Inocentes de Belford Roxo.
No carnaval de 2010, o cantor voltou como intérprete oficial da Imperatriz, quando a agremiação elegeu como enredo "O Brasil de todos os Deuses", abordando as diversas formas de religiosidade da população brasileira. No desfile daquele ano, Dominguinhos foi elogiado pela crítica e pela imprensa especializada por sua performance em conjunto com a bateria da escola, que performou diversas "paradinhas" ao longo da apresentação. No ano seguinte, devido a um problema de pressão arterial, o cantor não participou do Desfile das Campeãs, sendo substituído por Alexandre D'Mendes. Quando todos achavam que devido à saúde, Dominguinhos deixaria o microfone principal da agremiação, o cantor acabou permanecendo por mais dois anos. Em 2013, a escola defendeu um enredo sobre o estado do Pará e Dominguinhos dividiu os vocais principais com Wander Pires.  A formação de uma dupla de intérpretes oficiais na escola gerou uma série de polêmicas internas nunca exatamente esclarecidas e que levaram ao desligamento de Dominguinhos da agremiação.
No carnaval de 2014, o cantor retornou mais uma vez à escola que o projetou, dessa vez fazendo dupla com Leandro Santos, um dos maiores apoiadores de seu retorno. Ainda no mesmo ano, retornou ao Rancho Não Posso Me Amofiná, para cantar o enredo de homenagem ao centenário do Paysandu Sport Club, clube de coração do intérprete. Em 2015, o cantor venceu a Série A, trazendo a Estácio de volta ao Grupo Especial após oito anos de ausência com um samba escrito por Tempestade dos Santos. Em 2016, manteve a parceria com Leandro Santos e Tempestade, mas agora dividindo o microfone outra vez com Wander Pires, o que ocasionou a saída de Leandro Santos, pouco tempo depois. No entanto, Dominguinhos se afastou devido a problemas de saúde, e acabou não cantando pela Estácio no desfile oficial, ficando apenas Wander. Em 2017, Dominguinhos retorna à Viradouro após nove anos desde sua última atuação pela escola. Dessa vez, o cantor dividiu o microfone com Zé Paulo Sierra. O anúncio foi feito no dia em que a agremiação completou 70 anos de fundação.

### Morte
Dominguinhos faleceu na noite do dia 30 de maio de 2021, vítima de uma hemorragia cerebral. Ele estava internado desde o dia 11 de maio, no Hospital Azevedo Lima, em Niterói. Dominguinhos foi enterrado no Cemitério do Catumbi, na Zona Norte do Rio, na tarde do dia 31.

## Títulos e estatísticas
|                  | Campeão                                      | Vice      | Terceiro            |
| ---------------- | -------------------------------------------- | --------- | ------------------- |
| Primeira Divisão | 1980 1981 1982 1984 1985 1989 1992 1997 2014 | —         | 1982 1999 2000 2006 |
| Segunda Divisão  | 1973 2015                                    | 1990 2014 | —                   |

## Fora do Carnaval
Fora do carnaval, Dominguinhos do Estácio já lançou quatro discos e participou de um grupo denominado Puxadores do Samba, que era composto pelo falecido Jackson Martins, Preto Jóia, Serginho do Porto e Wantuir.

## Curiosidades
- O seu apelido ("do Estácio") não é devido ao vínculo com a Escola de Samba daquele bairro, até porque na época este ainda tinha o nome de Unidos de São Carlos. Dominguinhos morava no bairro do Estácio, por isso era assim chamado.

- O samba-enredo Liberdade! Liberdade! Abra as Asas sobre Nós (tema de abertura da novela Lado a Lado[15]) foi interpretado por Dominguinhos, pela Imperatriz, em 1989. .

## Discografia
- Bom Ambiente (1986), pela Recarey
- Além de mim (1987), pela Recarey
- Gosto de Festa (1989), pela RGE
- Cor da Paz (1991), pela RGE
- Mar de Esperança (1992), pela RGE
- Palavras (1995), pela RGE
- Minha Devoção (1998), pela Indie Records
- Vem Cantar Comigo (2003), pela Musart Music[16]
- Minha Devoção' (2008), pela Indie Records[17]

## Premiações
- Estandarte de Ouro

1. 1984 - Melhor intérprete (Estácio) [18]
2. 1996 - Melhor samba-enredo (Imperatriz - "Imperatriz Leopoldinense Honrosamente Apresenta: Leopoldina, a Imperatriz do Brasil") [19]
3. 2000 - Melhor intérprete (Viradouro) [20]

- Tamborim de Ouro

1. 2003 - A Voz da Avenida (Viradouro) [21]
2. 2004 - A Voz da Avenida (Viradouro) [22]